# Кичижно
Кичижно — деревня в Холмогорском районе Архангельской области.

## География
Находится в центральной части Архангельской области на расстоянии приблизительно 6 км на запад-северо-запад по прямой от районного центра села Холмогоры на левом берегу реки Курья.

## История
В 1859 году здесь (тогда деревня Холмогорского уезда Архангельской губернии) было учтено 9 дворов (в самой деревне) и отдельно 23 в Гавриловской и 5 в Аловской (эти деревни вместе с еще одной деревней Рогачевской включались в Кичижно), в 1905 — 50. До 2022 года входила в Холмогорское сельское поселение до его упразднения.

## Население
Численность населения: 44 человека в самой деревне и дополнительно 27 в Аловской и 94 в Гавриловской (1859 год), 248 (1905), 36 (русские 86 %) в 2002 году, 20 в 2010.